# 洋上都市
『洋上都市』（ようじょうとし、Une ville flottante） はジュール・ヴェルヌの海洋冒険小説。新聞に掲載された後、驚異の旅シリーズとして1871年に出版された。

## ストーリー
舞台は蒸気船、グレート・イースタン。リバプールからニューヨークまでの航海中、船内では幽霊騒ぎなどのさまざまな出来事が起こる。甲板では船客によるリクレーションがおこなわれ、交流が深まるにつれ、語り手の友人マケルウィンはかつてのガールフレンドのエレン・ホッジスと再会する。彼女は結婚していたが、夫であるハリー・ドレイクの暴力に苦しんでいた。

## 解説

グレート・イースタン号のデッキにて
(R・C・ダドリー画、1868年)

この物語はヴェルヌの自伝的な内容を含んでいる。機械文明愛好家のヴェルヌは1867年の春に、弟のポール・ヴェルヌとともにイザムバード・キングダム・ブルネルが建造した蒸気船「グレート・イースタン」のアメリカ横断航海に参加した。
これは当時海底ケーブル敷設船として使用されていたグレート・イースタンがパリ万国博覧会に出展されることとなり、特にフランス政府がチャーターしたものだった。
この船旅そのものは平凡だったものの、物語を書くにあたって、ヴェルヌはいくつかのエピソードを追加した。それは技術的な不備ゆえに起こる事件やトラブル、船の長さが211メートルもあるグレート・イースタンに圧倒される船舶業者やクルーの姿である。
ヴェルヌはここで自身の機械に対する愛情とともに、人間的な情熱についてもページを割き、機械的な航海記にドラマティックなラブ・ストーリーを加えている。もっとも、この物語はフィクションのみではなく、海上やナイアガラの滝の描写はヴェルヌ自身の体験から書かれている。
ヴェルヌは弟とナイアガラの滝を訪れ、蒸気船でハドソン川を下ってオールバニに行き、列車で滝のカナダ側に向かった。彼はこの滝にたいへん魅了され、「征服者ロビュール」や「名を捨てた家族」などの作品舞台に使用している。

## 主な登場人物

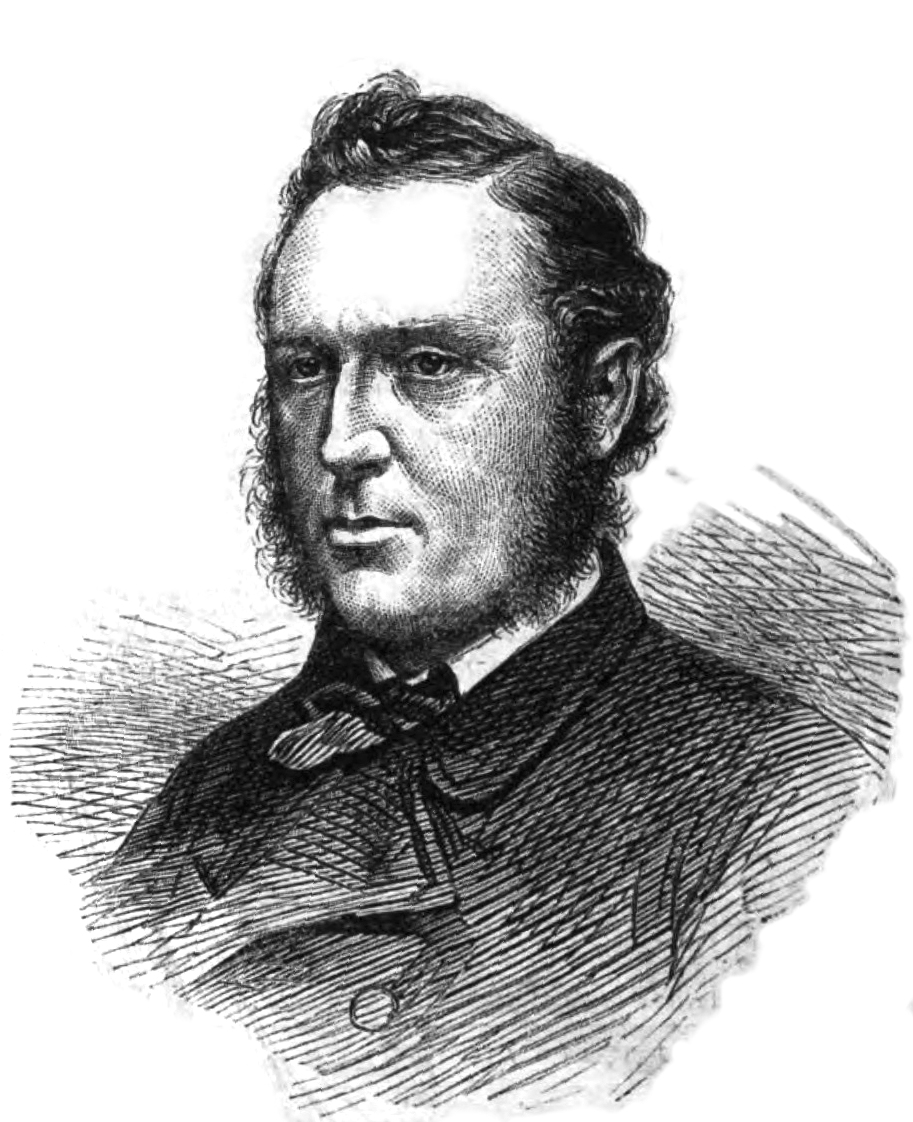
ジェームズ・アンダーソン

ヴェルヌは本作で登場人物の何名かのモチーフを実在の人物から借りている。
- ジェームズ・アンダーソン - グレート・イースタン号船長
- アルフレッド・コーエン - 銀行家
- コーエン夫人
- サイラスフィールド - 実業家
- ハリー・ドレイク - エレンの夫
- ファビアン・マケルウィン - 船長
- エレン・ホッジス - ドレイクの妻
- 語り手 - マケルウィンの友人

## 出版
「洋上都市」は1870年8月9日から9月6日にかけて、新聞のジュルナル・デ・デバに連載されたのち、短編「封鎖破り」を加えて、驚異の旅シリーズの1冊として1871年7月17日に刊行された。のちに1872年に刊行された版には「南アフリカでの3人のロシア人と3人のイギリス人の冒険」が追加されている。

### 日本語訳版
- 山崎剛太郎訳『洋上都市』パシフィカ 1979年